# Краснобровый астрильд
Краснобровый астрильд (лат. Neochmia temporalis) — австралийская птица семейства вьюрковых ткачиков. Это очень приспособленный вид, часто встречающийся даже в пригородах больших городов. Имеет три подвида.

## Описание
Краснобровый астрильд достигает длины 12 см. Половой диморфизм отсутствует. Самец и самка имеют широкие ярко-красные полоски бровей. Гузка и кроющие хвоста красные, верх головы до затылка серый. Спина и крылья, напротив, оливково-зелёные. Крылья тёмные с зеленоватыми внешними кромками. Хвост чёрно-коричневый. Щёки, горло и остальная нижняя сторона тела от светло-серого до синевато-серого цвета. Середина брюха имеет желтоватый оттенок. Оперение молодых птиц на верхней стороне тела имеет тусклый, зеленовато-серый цвет, лишь гузка красноватая.

## Распространение
Область распространения краснобрового астрильда простирается на востоке Австралии от мыса Йорк до Квинсленда и от Нового Южного Уэльса до Виктории и юго-востока Австралии. Они встречаются также на острове Кенгуру. Подвид Neochmia temporalis temporalis населяет территорию от полуострова Кейп-Йорк до Кэрнса. Подвид Neochmia temporalis temporalis встречается от центра восточного Квинсленда до Виктории и третий подвид, Neochmia temporalis loftyi, обитает на острове Кенгуру и в Маунт Лофти Ренджес на юго-востоке Австралии.

## Местообитание
Как и австралийские зебровые амадины краснобровые астрильды очень адаптивные птицы. Они заселяют, соответственно, большое разнообразие биотопов, встречаясь среди прочих, на полянах во влажных джунглях, на опушках леса, в светлых лесах, сосновых плантациях, парковых ландшафтах, а также в лесах и кустарниках вдоль рек и озёр. Они справляются с тропическим климатом на севере Квинсленда так же, как с умеренным климатом на юге Австралии с его относительно суровыми зимами. Краснобровый астрильд может рассматриваться в качестве гемерофила, принадлежа, к примеру, в Сиднее к самым частым видам в пригородах.

## Питание
Питание состоит из полузрелых и зрелых семян широкого спектра трав. Птицы питаются также семенами ввезённых в Австралию видов растений. Они собирают их непосредственно на земле или из колосьев, взбираясь на стебли растений.

## Размножение
Вне периода гнездования птицы живут в стаях численностью от 200 до 300 особей, объединяясь с другими видами вьюрковых ткачиков. В период гнездования они живут парами или в маленьких группах, тем не менее они очень общительны даже в это время. Они часто гнездятся в маленьких колониях с близко расположенными друг к другу гнёздами. Наблюдаемое минимальное удаление гнёзд составляет всего 80 см.
Период гнездования варьирует в зависимости от области распространения. В тропической Австралии он приходится на вторую половину сезона дождей. В пригородах Сиднея птицы, ввиду постоянно богатого ассортимента кормов, гнездятся почти круглый год, за исключением двух самых холодных месяцев, июля и августа.
Во время токования самец держит в клюве соломинку или в качестве замены перо и танцует перед самкой. Самка во время этого токования неоднократно вскидывает голову вверх, таким образом, что клюв на короткое время указывает почти вертикально вверх. При этом, вероятно, речь идёт о рудиментах женского танца, известного у африканских астрильд.
Гнездо сооружается по возможности внутри густых кустов и находится, как правило, на высоте от 1,5 до 2 м над землёй. В кладке от 5 до 8 белых яиц. Птенцы покидают гнездо примерно через 21 день. Они ещё неспособны к полёту, неловко передвигаясь в кроне растений.
Естественными врагами краснобрового астрильда являются ввезённые в Австралию кошки и австралийский бурый ястреб. Этот вид ястреба набрасывается с незначительной высоты на птиц, которые ищут корм на земле.

## Содержание в неволе
Краснобровый астрильд был впервые ввезён в Германию в 1870 году, однако, ранее им уже неоднократно торговали в Англии. После этого он никогда не поступал больше в продажу и многие годы почти полностью отсутствовал. Для общего содержания с другими вьюрковыми ткачиками краснобровый астрильд не подходит, так как он выбирает, как правило, самое высококалорийное питание и в течение короткого времени жиреет.

## Галерея

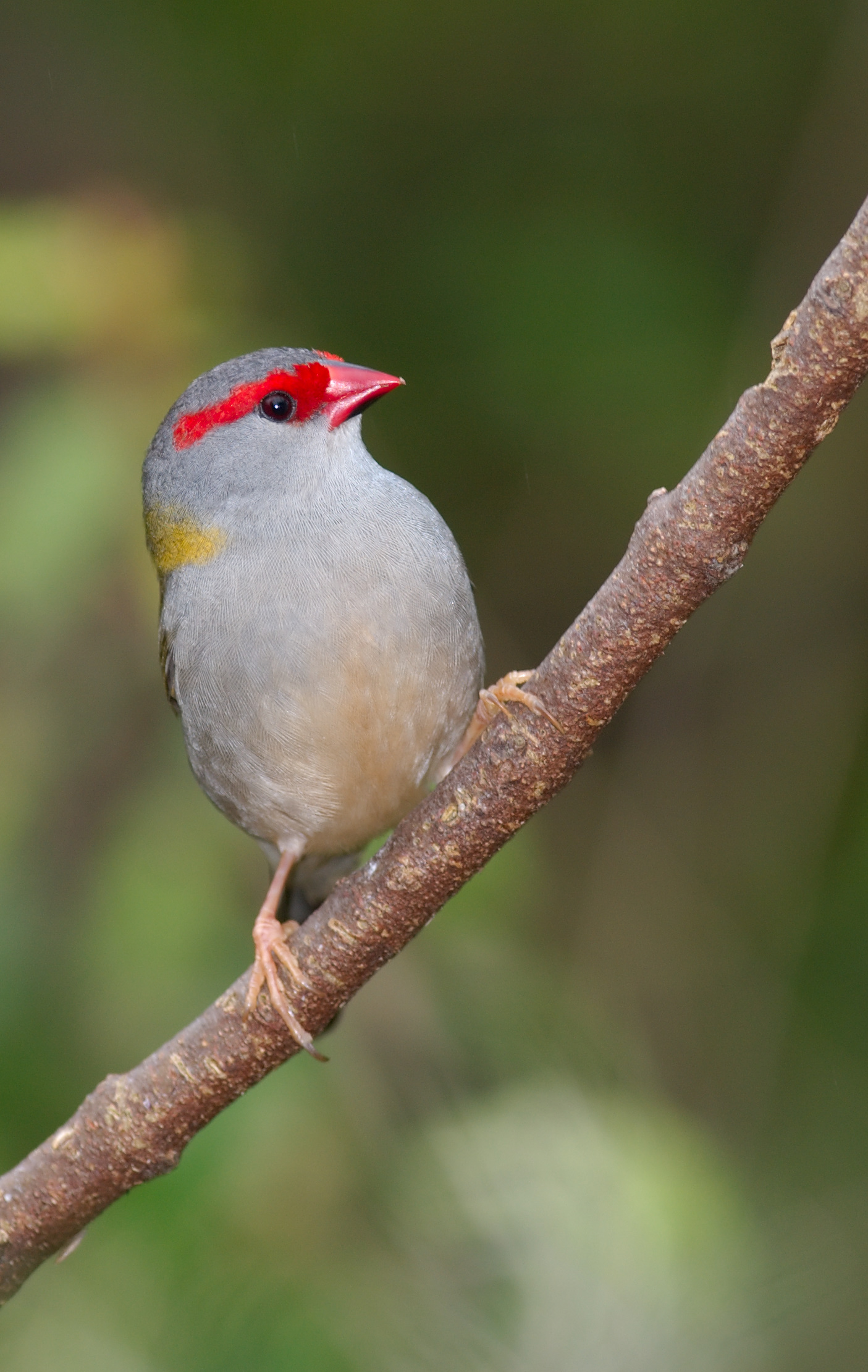
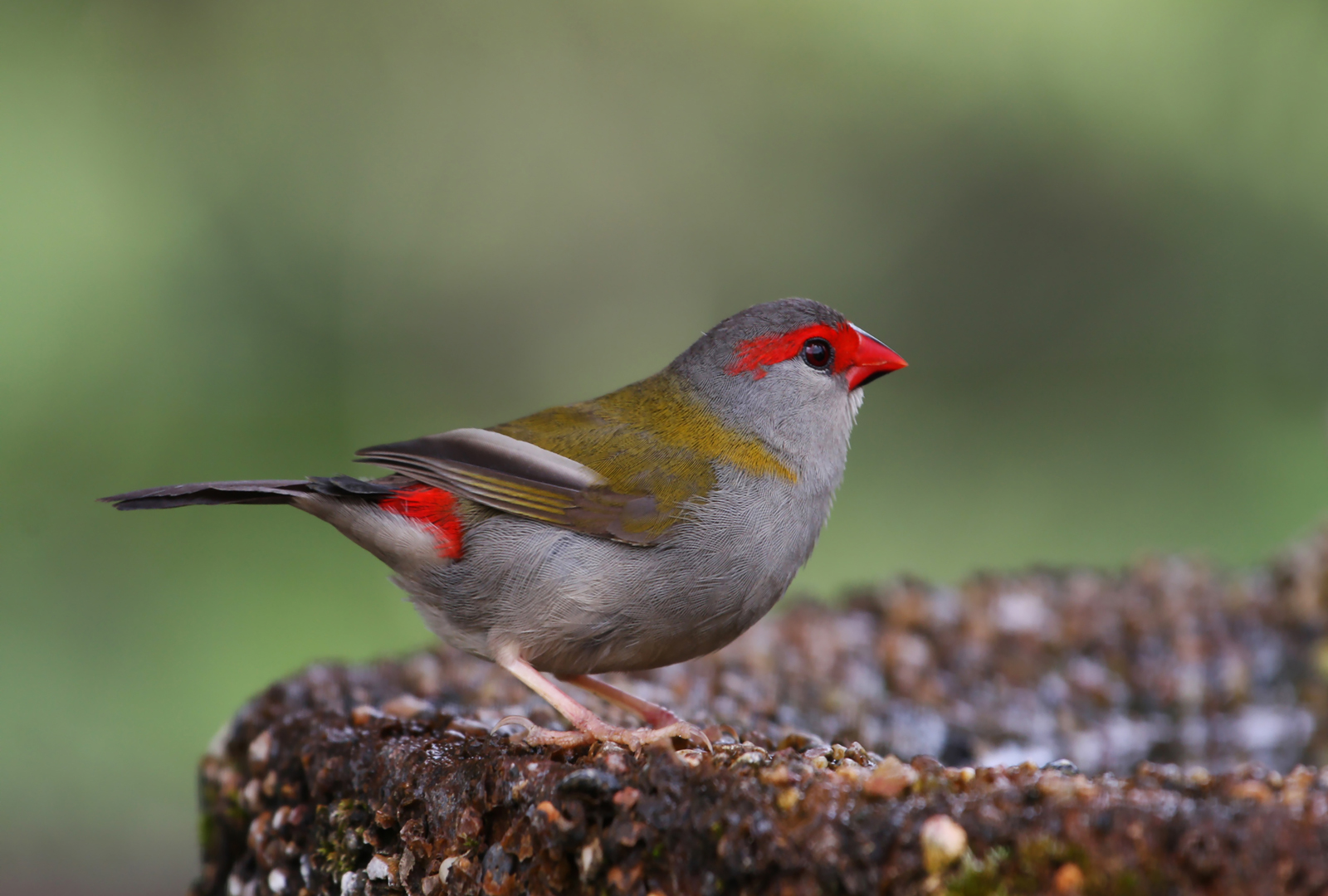
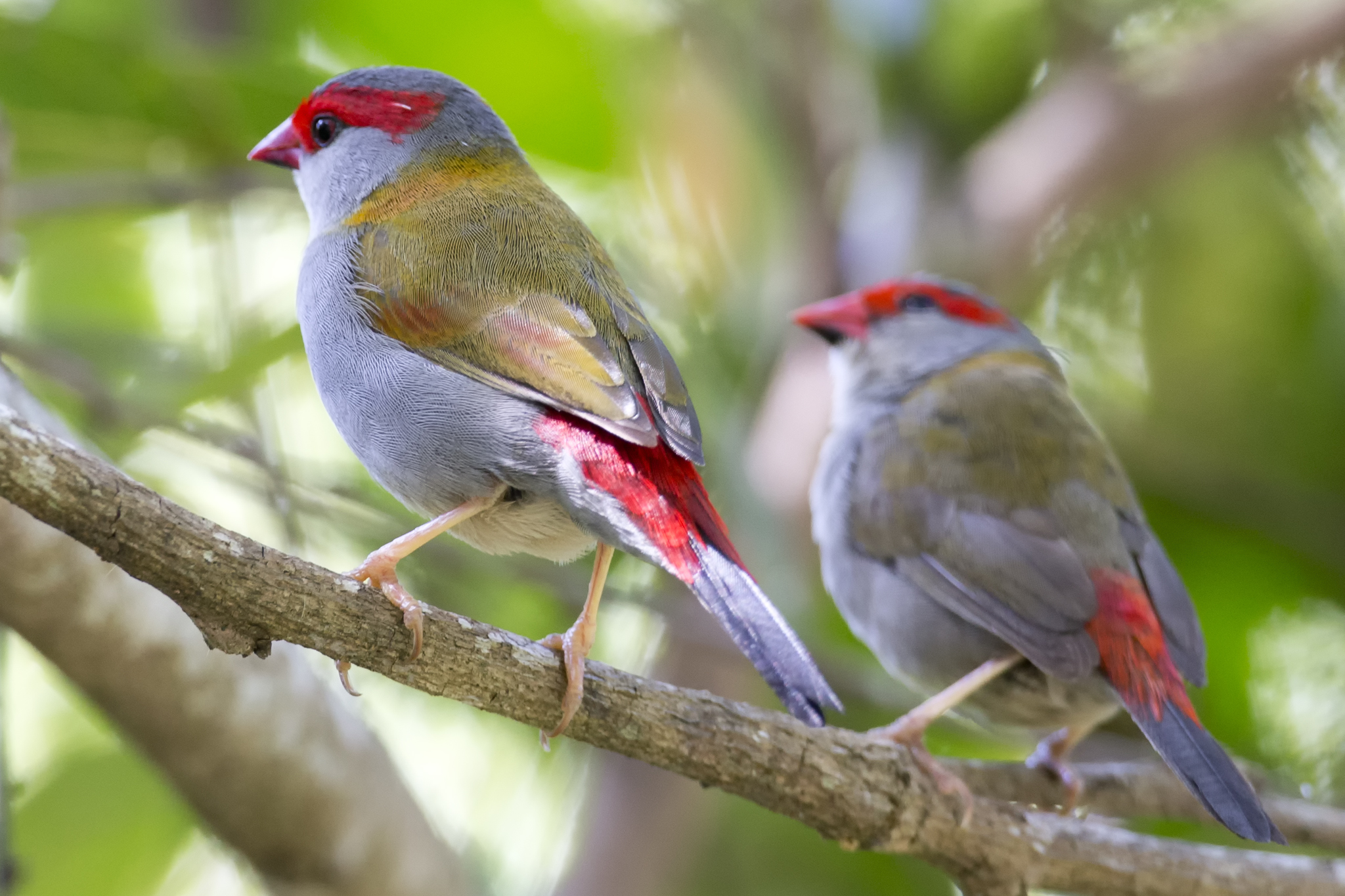
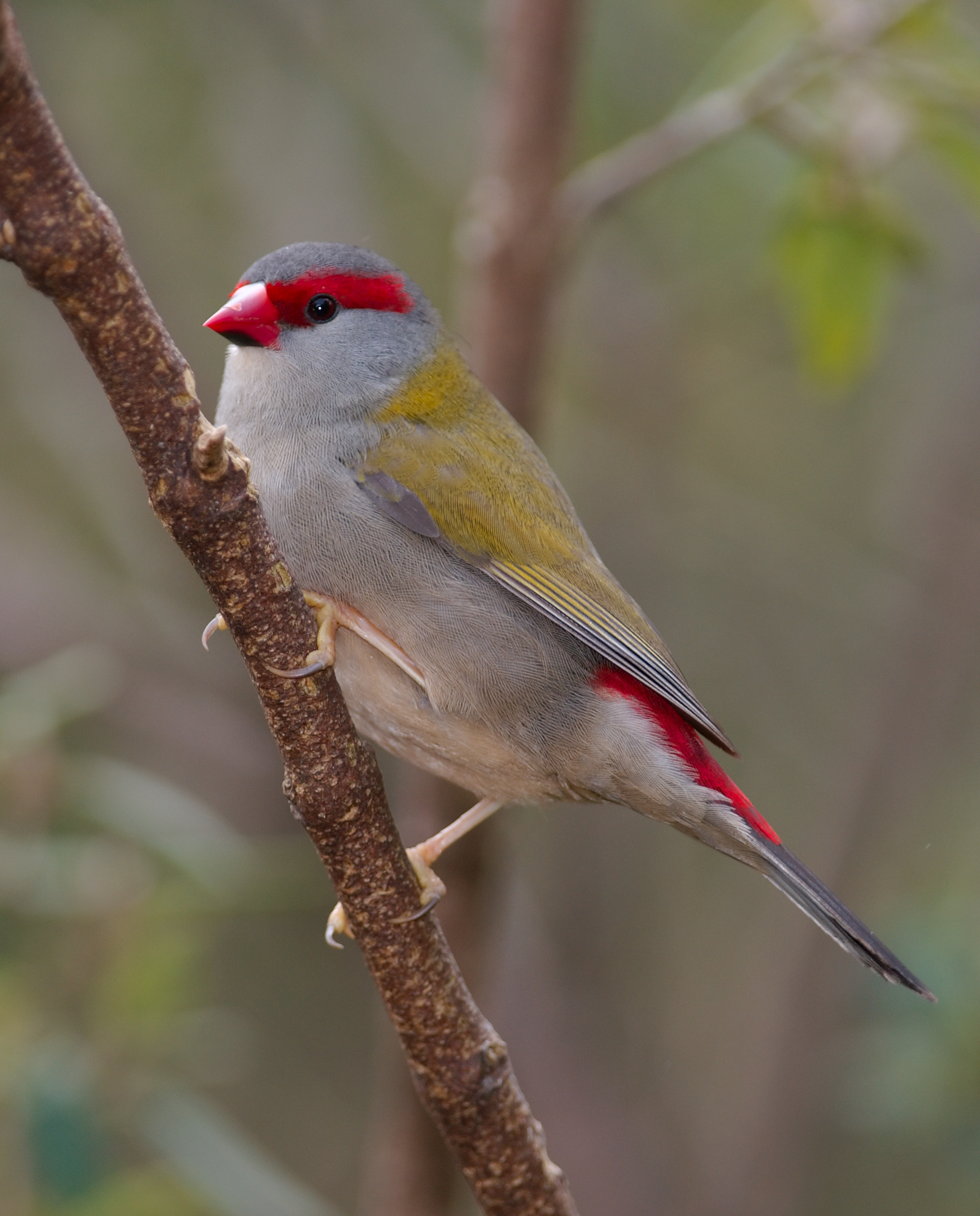